# Ludwig Franz Meyer
Ludwig Franz Meyer (geboren 9. Dezember 1894 in Gnesen, gestorben 1. Mai 1915 vor Sochaczew) war ein deutscher Dichter.

## Leben
Ludwig Franz Meyer war der Sohn eines Sanitätrats aus Gnesen. Bereits als Jugendlicher dichtete er. Meyer studierte in Breslau und Freiburg Jura. Er war 1913 nach Breslau gekommen und hatte sich dort dem 1899 gegründeten „Verein Jüdischer Studenten (VJSt)“ im BJC und dem 1907 gegründeten jüdischen Wanderbund Blau-Weiß angeschlossen.
Als Kriegsfreiwilliger nahm er am Ersten Weltkrieg auf deutscher Seite teil und fiel als 20-Jähriger und Angehöriger des Feld-Artillerie-Regiments Nr. 17 „im Kampfe für die deutsche Sache“ infolge einer Lungendurchbohrung durch eine Schrapnellkugel vor Sochaczew.  Am Sterbebett wurde er noch zum Vizewachtmeister befördert. Am 5. Mai 1915 wurde sein Leichnam zunächst in Rybno begraben, am 10. Oktober desselben Jahres dann nach Gnesen umgebettet. Sein Freund Martin Nothmann schrieb kurz darauf: „Am 10. Oktober haben wir die Leiche von Ludwig Franz Meyer nach Gnesen überführt. … Sein Blick geht nach Osten, nach den Feldern, die sein Blut gefordert haben, nach dem Lande, das seinen Brüdern Schmach bereitet wie kein anderes auf Erden, an dem er Rache nehmen wollte für Homel, Kischiniew und Bialystok, sein Blick geht nach Osten, auch nach jenem Lande, das er Zeit seines Lebens mit der Seele suchte und nicht mehr sehen sollte.“

## Rezeption
Gedichte Meyers erschienen 1915 in von Alfons Mumm von Schwarzensteins herausgegebenem Sammelwerk Kriegsgedichte für Feldgrau und Marineblau und 1916 im von Bogdan Krieger herausgegebenen Kriegsgedichtband Feldgraue Dichter. Im Auftrag von Meyers Mutter veröffentlichte der Bonner Rabbiner Emil Cohn (1881–1948), dessen zionistische Weltanschauung in der Berliner Gemeinde umstritten war 1916 eine ausgiebige Sammlung seiner im Krieg geschriebenen Gedichte im Jüdischen Verlag. Meyers Gedichte sind dort gruppiert in die Titel „Judenlieder“, „Mirjam“, „Frau Sehnsucht“ und „Die Lieder und das Leben eines Wanderers“. Aufgenommen wurden dort auch erste Gedichte aus Meyers Jugendzeit. Rabbi Emil Cohn publizierte auch in seinem 1928 gegründeten Jüdischen Kinderkalender Meyers erstes Gedicht unter dem Titel Das jüdische Kind, das dieser als Teenager geschrieben hatte. Meyers Gedicht mit dem Titel Meiner Mutter! erschien in Philipp Witkops Sammelwerk mit Kriegsbriefen deutscher Studenten und erschien 1932 von Anna Amelia ins Portugiesische übersetzt auch in der Zeitung Diário de Notícias.
Hans Franck, der zuvor schon einen Aufsatz über Reinhard Johannes Sorge in der Frankfurter Zeitung (65) schrieb, verfasste in der Ausgabe 70 des Blattes auch einen Nachruf für Meyer, wo steht: „Hilflos, rührend, kunstlos, eintönig sprechen, erzählen, bekennen die hundert Gedichtseiten von diesem Leben. Selbst wo der Dichter dunkle Klänge hört, ist in Wahrheit ungebrochene Diatonik. Nur einmal, ein einziges Mal hat sich in das leere Geklinge ein voller, künftiges vordeutender Klang verirrt. Am Schluß des Gedichtes Gottsucher stehen diese Verse: ‚Mein Leben ist nichts als ein Tasten und Klimmen nach der Burg des Lichts, nach Gottesstimmen. Dem Ziel zu! Ich will am Leben vorbei! So streite ich still groß, ruhig und frei!‘“
Robert Weltsch bemerkte 1917 in der Monatsschrift Der Jude zum von Cohn herausgegebenen Gedichtband Folgendes:
„[…] Das ist kein Buch, das literarisch eingeschätzt werden will. Es ist ein Dokument, aus dem eine ganze Generation von Kindern redet, die gestorben sind, bevor sie noch zu leben begonnen haben; in diesen Versen eines jungen Menschen, eines noch ungewordenen Dichters ist ewige Jugend der erste Morgengruß an das Leben, ein Ahnen von Schönheit, Größe und Liebe, ein unbeholfenes Stammeln des Glückes und des Leidens, Aber noch mehr ist darin: das erste Bewußtsein einer großen, heiligen Aufgabe, das Feuer der Tet. Dieser kindliche, reinliche Jüngling war berufen, ein Gerechter zu werden und an der Erlösung eines Volkes teilzunehmen. Nun ist er tot. Und hinter ihm steht die große Zahl jener, die mit ihm hinabgegangen sind, und deren Sprecher er war. – Ihr, Ihr, die mit diesem zusammen die große Schuld zu tilgen habt, ihr Bürgen, Solidarschuldner, wisset, daß ein mächtiger, reicher Zahler weggefallen ist, bevor er noch zum Zahlen kam. Euere Schuld hat sich erheblich vergrößert. Gott und das Volk – wer wird ihnen ersetzen, was diese Menschen geleistet hätten, die als Kinder gestorben sind, bevor sie ihr Gelöbnis erfüllen konnten? Ihr, die ihr noch am Leben seid, stehet ein für diese Toten! Brüder, wir wollen uns zusammentun und versuchen, wenigstens einen Teil des großen Schadens zu ersetzen, den wir niemals ganz Werden herstellen können! Es gibt für uns keinen Tröster und keinen Trost. Aber eine heilige Verpflichtung, daß wir zu den Taten, die uns selber aufgegeben sind, noch die andern zu vollbringen haben, die jener Schar von Toten ungetanes Werk sind.“

## Werke
- Gedichte. Im Auftrage der Mutter des Verfassers herausgegeben und eingeleitet von Emil Cohn-Bonn. Jüdischer Verlag, Berlin 1916. (online abrufbar bei der Universitätsbibliothek Johann Christian Senckenberg)